# Horný Bar
Horný Bar (maďarsky Felbár) je obec na Slovensku v okrese Dunajská Streda. Leží na levém břehu Dunaje, na Žítném ostrově. Žije v něm přibližně 1 300 obyvatel.

## Historie
První písemná zmínka o obci pochází z roku 1245. Do roku 1918 bylo území obce součástí Uherska. Na základě první vídeňské arbitráže bylo v letech 1938 až 1945 pod názvem Felbár součástí Maďarska. V roce 1960 byla k obci přičleněna obec Šulany. V letech 1960 až 1988 byla k obci přičleněna obec Bodíky.

## Přírodní poměry
Do katastrálního území Šulany zasahuje část ptačí oblasti Dunajské luhy.

## Místní části
- Horný Bar
- Šulany (dříve Süly)[6]

## Pamětihodnosti
V obci stojí římskokatolický kostel svatého Štěpána z roku 1778, v části Šuľany pak stojí gotický kostel svaté Anny z první poloviny 14. století.

## Partnerské obce
- Győrasszonyfa,  Maďarsko